# 潘寿才
潘寿才（1906年—1974年），中国人民解放军将领、中国人民解放军开国少将。
曾任中国人民解放军北京军区防空军副司令员。1955年，授予中国人民解放军少将。